# Біруля Михайло Вікентійович
Біруля Михайло Вікентійович (нар. ? — пом. ?) — старшина Дієвої армії УНР.

## Життєпис
Білорус за походженням. Станом на 1 січня 1910 року — поручик 30-ї артилерійської бригади (Мінськ). Останнє звання у російській армії — підполковник.
У 1918–1919 роках — член суду при канцелярії Військового міністерства УНР. 3 25 серпня до жовтня 1919 — товариш військового прокурора Дієвої армії УНР. Подальша доля невідома.